# 徳永悠平
徳永 悠平（とくなが ゆうへい、1983年9月25日 - ）は、長崎県南高来郡国見町（現：雲仙市）出身の元プロサッカー選手。現役時代のポジションはディフェンダー（DF）・ミッドフィールダー（MF）。本職は右サイドバック。元日本代表。株式会社マルシャル 代表取締役。

## 来歴

### プロ入り前
国見高校でDF（リベロ）にコンバートされ、攻守に活躍。2年時にインターハイ・国体・全国高校選手権の三冠達成に貢献し、3年時には全日本ユース選手権初優勝と全国高校選手権連覇を達成。当時はチーム事情により、FWをこなしたこともあり得点も挙げている。
2002年に早稲田大学に進学し、同大学の蹴球部に所属。当時の早稲田は成績低迷の最中にあり、徳永にとっては物足りない環境だったが4年時には大榎克己監督の下、主将として同部を牽引。関東大学リーグ2部での優勝を果たし9年ぶりに1部に復帰させた。また、大学選抜として2005年のユニバーシアードに参戦し優勝。
2004年にはアテネオリンピックに臨むU-23日本代表に選出。しかしイタリア戦でデ・ロッシとの接触によって負傷退場し不完全燃焼に終わった。高校・大学時代を通じ常に各年代の日本代表に選出されており、U-22・U-23日本代表監督の山本昌邦からも絶大な信頼を寄せられ、トップクラスの出場時間を得ていた。在学中からA代表入りも期待されるほど大学サッカー界では突出した存在だった。

### FC東京
2002年11月頃から大学に程近いFC東京の練習に参加し、翌2003年、2004年 にはJリーグの特別指定選手としてFC東京でプレー。右SBのレギュラーで日本代表にも定着しつつあった加地亮からポジションを奪い、レギュラーとして試合出場を続けた。2004年ナビスコカップ優勝にも予選リーグで貢献。
2005年夏にはスペインリーグ・バレンシアCFの練習に参加。バレンシアのスタッフからは高評価を受けたものの、当時の同クラブには外国籍選手枠の空きが無く出場機会が危ぶまれたため 入団を保留。バレンシアを含め多くのJリーグクラブによる激しい争奪となったが、2006年よりFC東京と正式にプロ契約し 入団。以後東京ではガーロ、原博実、城福浩と監督が替わる中でも不動のレギュラーとして出場を続けた。2007年12月に日本代表候補合宿初招集され、翌2008年4月の代表候補トレーニングキャンプにも招集されたが、正式発表される代表メンバーからは外れる事が続いた。
2008年3月にタレントの八田牧子と入籍。2009年1月に地元･長崎で挙式。同年12月22日に長男が誕生した。
2009年10月、これまで候補止まりであったA代表に初招集。2008年からの長友佑都加入に伴い、FC東京のその時点でのチーム状況や、対戦相手の選手の特長によって徳永・長友がSBの左右を入れ替えて起用されるなど左SBを務める機会も多かったことから、岡田武史日本代表監督からは「DFであればどこでもできて、フィジカルが強い」と評価され、10月8日のアジアカップ予選・香港戦に途中出場しA代表デビュー。得点をアシストし、その後も主力の内田篤人を上回る運動量と守備力でアピールを続けたが 連携面で遅れを取り、ワールドカップ南アフリカ大会には予備登録メンバーとして選出されるに留まった。
2010年には羽生直剛からゲームキャプテンを引き継ぎ、負傷離脱した米本拓司に代わり、主にボランチを務めた。
2011年はキャプテンを今野泰幸に託し、右SBに復帰。勝ち点を得るべく、得点できるSBを目標に掲げ、自身初のリーグ戦複数得点を記録した。
2012年、アルベルト・ザッケローニ日本代表監督より、SBとCBを高いレベルでこなす能力を見込まれ 日本代表に復帰。同年7月、ロンドンオリンピックに臨むU-23日本代表にオーバーエイジ枠で選出された。U-23日本代表では弱点となっていた 左SBで起用されると、劣勢の時間帯でも動じることの無いプレーで 守備陣を安定させ チームの上位進出に貢献した。
2013年7月、柴崎岳に代わって東アジアカップ2013の日本代表に追加招集された。韓国戦では粘り強い対応で尹日録らの突破を封じ 日本の同大会初優勝に貢献した。また同年は2009年 以来となるリーグ戦全試合フル出場を記録した。
2015年、J1リーグ300試合出場達成。2016年は室屋成や橋本拳人の右SB起用もあり、多くを左SBでプレーした。
2017年、退団した羽生直剛の背番号「22」を着用。8月26日、第24節の横浜F・マリノス戦で、史上50人目となるJ1リーグ通算350試合出場を達成した。

### V・ファーレン長崎
2017年11月23日、V・ファーレン長崎への完全移籍が発表された。2020年12月18日、2020年シーズン終了をもって現役引退することを発表した。

## 人物
家族は妻と4子。父はコンクリート二次製品などの製造販売を行う会社を経営している。引退後はその会社に入社して仕事をする傍ら、休日は農家の友人から借りた畑でスイートコーンの栽培を始めるなど、農業を通じた地方創生に取り組んでいる。収穫したコーンはV・ファーレン長崎のホームゲーム（6月26日のJ2第20節ジュビロ磐田戦）で販売された。

## 所属クラブ
ユース経歴
- 国見少年SC (国見町立土黒小学校[11])
- 1996年 - 1998年 国見町立国見中学校[11]
- 1999年 - 2001年 長崎県立国見高等学校
- 2002年 - 2005年 早稲田大学ア式蹴球部
  - 2003年,2004年  FC東京 (特別指定選手)

プロ経歴
- 2006年 - 2017年  FC東京
- 2018年 -2020年  V・ファーレン長崎

## 個人成績
| 国内大会個人成績 | 国内大会個人成績 | 国内大会個人成績 | 国内大会個人成績 | 国内大会個人成績 | 国内大会個人成績 | 国内大会個人成績 | 国内大会個人成績 | 国内大会個人成績 | 国内大会個人成績 | 国内大会個人成績 | 国内大会個人成績 |
| 年度             | クラブ           | 背番号           | リーグ           | リーグ戦         | リーグ戦         | リーグ杯         | リーグ杯         | オープン杯       | オープン杯       | 期間通算         | 期間通算         |
| 年度             | クラブ           | 背番号           | リーグ           | 出場             | 得点             | 出場             | 得点             | 出場             | 得点             | 出場             | 得点             |
| 日本             | 日本             | 日本             | 日本             | リーグ戦         | リーグ戦         | リーグ杯         | リーグ杯         | 天皇杯           | 天皇杯           | 期間通算         | 期間通算         |
| ---------------- | ---------------- | ---------------- | ---------------- | ---------------- | ---------------- | ---------------- | ---------------- | ---------------- | ---------------- | ---------------- | ---------------- |
| 2000             | 国見高           | 5                | -                | -                | -                | -                | -                | 2                | 0                | 2                | 0                |
| 2001             | 国見高           | 10               | -                | -                | -                | -                | -                | 2                | 2                | 2                | 2                |
| 2003             | FC東京           | 32               | J1               | 8                | 0                | 2                | 0                | -                | -                | 10               | 0                |
| 2004             | FC東京           | 35               | J1               | 6                | 0                | 4                | 0                | -                | -                | 10               | 0                |
| 2006             | FC東京           | 25               | J1               | 32               | 1                | 5                | 0                | 2                | 0                | 39               | 1                |
| 2007             | FC東京           | 25               | J1               | 33               | 0                | 7                | 0                | 3                | 0                | 43               | 0                |
| 2008             | FC東京           | 25               | J1               | 30               | 1                | 8                | 0                | 4                | 0                | 42               | 1                |
| 2009             | FC東京           | 25               | J1               | 34               | 0                | 10               | 0                | 0                | 0                | 44               | 0                |
| 2010             | FC東京           | 2                | J1               | 30               | 0                | 7                | 0                | 5                | 0                | 42               | 0                |
| 2011             | FC東京           | 2                | J2               | 37               | 3                | -                | -                | 6                | 0                | 43               | 3                |
| 2012             | FC東京           | 2                | J1               | 31               | 1                | 2                | 0                | 0                | 0                | 33               | 1                |
| 2013             | FC東京           | 2                | J1               | 34               | 1                | 5                | 0                | 5                | 0                | 44               | 1                |
| 2014             | FC東京           | 2                | J1               | 34               | 0                | 3                | 1                | 3                | 0                | 40               | 1                |
| 2015             | FC東京           | 2                | J1               | 33               | 0                | 7                | 0                | 2                | 0                | 42               | 0                |
| 2016             | FC東京           | 2                | J1               | 30               | 0                | 2                | 0                | 1                | 0                | 33               | 0                |
| 2017             | FC東京           | 22               | J1               | 24               | 0                | 5                | 0                | 1                | 0                | 30               | 0                |
| 2018             | 長崎             | 32               | J1               | 27               | 0                | 0                | 0                | 2                | 0                | 29               | 0                |
| 2019             | 長崎             | 22               | J2               | 31               | 1                | 2                | 0                | 1                | 0                | 34               | 1                |
| 2020             | 長崎             | 22               | J2               | 10               | 1                | -                | -                | -                | -                | 10               | 1                |
| 通算             | 日本             | 日本             | J1               | 386              | 4                | 67               | 1                | 28               | 0                | 481              | 5                |
| 通算             | 日本             | 日本             | J2               | 78               | 5                | 2                | 0                | 7                | 0                | 87               | 5                |
| 通算             | 日本             | 日本             | 他               | -                | -                | -                | -                | 4                | 2                | 4                | 2                |
| 総通算           | 総通算           | 総通算           | 総通算           | 464              | 9                | 69               | 1                | 39               | 2                | 572              | 12               |

※2003年、2004年は特別指定選手として出場。
その他の公式戦
- 2012年
  - スーパーカップ 1試合0得点

| 国際大会個人成績 | 国際大会個人成績 | 国際大会個人成績 | 国際大会個人成績 | 国際大会個人成績 |
| 年度             | クラブ           | 背番号           | 出場             | 得点             |
| AFC              | AFC              | AFC              | ACL              | ACL              |
| ---------------- | ---------------- | ---------------- | ---------------- | ---------------- |
| 2012             | FC東京           | 2                | 7                | 1                |
| 2016             | FC東京           | 2                | 7                | 0                |
| 通算             | AFC              | AFC              | 14               | 1                |

その他の国際大会
- 2016年
  - AFCチャンピオンズリーグ2016・プレーオフ 1試合0得点

出場歴
- 2003年04月29日：Jリーグ初出場 - J1 1st第6節 vsヴィッセル神戸 (神戸ウイング)
- 2006年03月26日：Jリーグ初得点 - J1第5節 vs京都パープルサンガ (味の素)
- 2008年09月13日：J1・100試合出場 - J1第24節 vs大宮アルディージャ (味の素)
- 2012年10月27日：J1・200試合出場 - J1第30節 vsコンサドーレ札幌 (味の素)[50]
- 2015年09月26日：J1・300試合出場 - J1 2nd第12節 vs松本山雅FC (味スタ)[41]

## タイトル
国見高校
- 全国高等学校総合体育大会サッカー競技大会 (2000年)
- 国民体育大会サッカー競技 (2000年)
- 全国高等学校サッカー選手権大会 (2000年、2001年)
- 高円宮杯全日本ユース(U-18)サッカー選手権大会 (2001年)

早稲田大学
- ユニバーシアードサッカー競技 (2005年)
- 関東大学サッカーリーグ戦 2部 (2005年)

FC東京
- Jリーグカップ (2004年、2009年)
- スルガ銀行チャンピオンシップ (2010年)
- Jリーグ ディビジョン2 (2011年)
- 天皇杯全日本サッカー選手権大会 (2011年)

日本代表
- 東アジアカップ (2013年)

## 代表歴
- 2009年10月8日：国際Aマッチ初出場 - アジアカップ最終予選 vs香港 (日本平)

### 出場大会など
- U-18日本代表
  - 2001年
- U-19日本代表
  - 2002年 - Nokia debitel Cup、SBSカップ、AFCユース選手権カタール大会
- U-20日本代表
  - 2003年 - カタール国際ユーストーナメント、トゥーロン国際大会、FIFAワールドユースUAE大会
- U-22日本代表
  - 2003年 - アテネオリンピックアジア地区予選
- U-23日本代表
  - 2004年 - アテネオリンピック
  - 2012年 - ロンドンオリンピック[32](オーバーエイジ)
- ユニバーシアード日本代表
  - 2005年 - ユニバーシアードイズミル大会 (三連覇達成)
- 日本代表
  - 2007年 - 候補合宿
  - 2008年 - 候補合宿
  - 2009年 - AFCアジアカップ2011 (予選)
  - 2010年 - 東アジアサッカー選手権2010、ワールドカップ南アフリカ大会予備登録
  - 2012年 - キリンチャレンジカップ
  - 2013年 - 東アジアカップ2013

### 試合数
- 国際Aマッチ 9試合 0得点 (2009年 - 2013年)[4]

| 日本代表 | 国際Aマッチ | 国際Aマッチ |
| 年       | 出場        | 得点        |
| -------- | ----------- | ----------- |
| 2009     | 5           | 0           |
| 2010     | 2           | 0           |
| 2012     | 0           | 0           |
| 2013     | 2           | 0           |
| 通算     | 9           | 0           |

### 出場
| No. | 開催日         | 開催都市           | スタジアム                           | 対戦国           | 結果 | 監督         | 大会                        |
| --- | -------------- | ------------------ | ------------------------------------ | ---------------- | ---- | ------------ | --------------------------- |
| 1.  | 2009年10月8日  | 静岡               | アウトソーシングスタジアム日本平     | 香港             | ○6-0 | 岡田武史     | AFCアジアカップカタール予選 |
| 2.  | 2009年10月10日 | 横浜               | 日産スタジアム                       | スコットランド   | ○2-0 | 岡田武史     | キリンチャレンジカップ2009  |
| 3.  | 2009年10月14日 | 宮城               | 宮城スタジアム                       | トーゴ           | ○5-0 | 岡田武史     | キリンチャレンジカップ2009  |
| 4.  | 2009年11月14日 | ポート・エリザベス | ネルソン・マンデラ・ベイ・スタジアム | 南アフリカ共和国 | △0-0 | 岡田武史     | 国際親善試合                |
| 5.  | 2009年11月18日 | 銅鑼湾             | 香港スタジアム                       | 香港             | ○4-0 | 岡田武史     | AFCアジアカップカタール予選 |
| 6.  | 2010年2月2日   | 大分               | 九州石油ドーム                       | ベネズエラ       | △0-0 | 岡田武史     | キリンチャレンジカップ2010  |
| 7.  | 2010年4月7日   | 大阪               | 大阪長居スタジアム                   | セルビア         | ●0-3 | 岡田武史     | キリンチャレンジカップ2010  |
| 8.  | 2013年7月25日  | 華城               | 華城競技場                           | オーストラリア   | ○3-2 | ザッケローニ | EAFF東アジアカップ2013      |
| 9.  | 2013年7月28日  | ソウル             | 蚕室総合運動場                       | 韓国             | ○2-1 | ザッケローニ | EAFF東アジアカップ2013      |

## 出演
テレビ番組
- 2021年7月 東大王

CM
- 2010年10月 スズキ・スイフト (長崎国際テレビ)

映画
- 2013年8月 劇場版 獣電戦隊キョウリュウジャー ガブリンチョ・オブ・ミュージック - エンディングのみ